# Epifaniusz od św. Michała
Epifanio Sierra Conde, (hiszp.) Epifanio de San Miguel (Epifanio Sierra Conde) (ur. 12 maja 1916 w San Martin de los Herreros, zm. 23 lipca 1936 w Manzanares) – hiszpański pasjonista, męczennik, błogosławiony Kościoła katolickiego.

## Życiorys
Urodził się 12 maja 1916 roku we wsi w północnej prowincji Palencia. 25 maja 1916 roku został ochrzczony w kościele parafialnym w rodzinnym mieście. 22 września 1929 roku wstąpił do kolegium świętego Gabriela od Matki Bożej Bolesnej w Saragossie. Śluby zakonne złożył w 1935 r. W okresie poprzedzającym wydarzenia będące skutkiem wojny domowej w Hiszpanii był klerykiem filozofii. Wraz z grupą jedenastu zakonników, po tym jak oddział marksistowskiej milicji zajmując klasztor nakazał im rozproszenie, znalazł się w drodze do stacji kolejowej Manzanares. Rozpoznani jako zakonnicy zostali ostrzelani, w wyniku czego pięciu zginęło na miejscu, a szósty zmarł z powodu odniesionych ran dnia następnego.
Beatyfikował go w grupie 26 błogosławionych męczenników z Daimiel papież Jan Paweł II pierwszego października 1989 roku.
Wspomnienie liturgiczne obchodzone jest w dies natalis (23 lipca).